# Bezerédi Zoltán
Bezerédi Zoltán (Budapest, 1955. július 18. –) Kossuth- és Jászai Mari-díjas magyar színész, rendező.

## Életút
A Színművészeti Főiskolán Major Tamás és Székely Gábor tanítványa. Évfolyamtársai – többek között – Básti Juli és Máté Gábor, akikkel együtt szerződött Kaposvárra, a sikeresen újjáalakuló Csiky Gergely Színházhoz. A legendás somogyi műhely jó iskola volt számára. Jelentős, több országos hírnevet, ismeretséget jelentő alakítás mellett sikeres rendező is. Sokoldalúságára jellemző, hogy több darabban koreográfusként is közreműködött. Több mint két évtized után szerződött Budapestre, 2002-ben a Katona József Színházhoz. A Keleti István Művészeti Szakközépiskola tanára.
Első filmszerepét még főiskolásként kapta, azóta is sokat foglalkoztatott filmszínész. Egy alkalommal tévérendezőként is bizonyíthatta tehetségét. Debütáló alkotását – Mirad (1995) – két díjjal (TV-kritikusok Díja és Camera Hungaria-díj) ismerték el.

## Munkái
A Színházi adattárban regisztrált bemutatóinak száma: szereplő – 169; rendező – 35; koreográfus – 5; szerző: 4; dramaturg – 1; ugyanitt hatvannégy színházi felvételen is látható.

### Szerepeiből

#### Színház
- Euripidész: Médeia (Kreón)
- Shakespeare
  - Szentivánéji álom (Puck)
  - A vihar (Caliban)
  - Hamlet (Laertes)
  - Vízkereszt (Böffen Tóbiás)
  - Titus Andronicus (Címszerep)
  - Szeget szeggel (Lucio)
  - Troilus és Cressida (Thersites)
  - Macbeth (Duncan)
- Molière
  - Don Juan, avagy a pesti nők iskolája (Alain)
  - Tudós nők (Trissotin)
  - Mizantróp (Oronte)
  - Georges Dandin (Címszerep)
- Goldoni:
  - A karnevál utolsó éjszakája (Zamaria)
  - Mirandolina (Ripaffrata)
- Schiller Ármány és szerelem (Von Walter)
- Congreve: Így él a világ (Sir Bumford Witzingham)
- Kleist: A bosszú (Rupert)
- Feydeau: Tökfilkó (Redilon)
- Puskin: Borisz Godunov (Otvepjev)
- Gogol: A revizor (Dobcsinszkij); Polgármester
- Csehov
  - Cseresznyéskert (Jása)
  - Ivanov (Lebegyev)
- Dosztojevszkij: Az idióta (Lebegyev)
- Majakovszkij: Gőzfürdő (Diadalszkij)
- Bulgakov: A Mester és Margarita (Behemót)
- Ibsen: Vadkacsa (Relling)
- Brecht
  - A kaukázusi krétakör (Azdak)
  - Koldusopera (Peachum)
- Shaw: Szent Johanna (Káplán)
- Jarry: Übü király (Übü papa)
- Orwell: Állatfarm (Napólajos)
- Dürrenmatt: Az öreg hölgy látogatása (Alfred)
- Peter Weiss: Marat/Sade (Duppere)
- Beckett
  - Szép napok (Willie)
  - Végjáték (Clov)
- Koenigsmark
  - Susogó ligetek (Munclingr)
  - Agyő kedvesem (Eduard)
- Gombrowicz
  - Yvonne, burgundi hercegnő (Innocent)
  - Operett
- Kusan: Galócza (Ardonjak gazda)
- Voskovecz-Werich: A nehéz Barbara (Guszti)
- Schimmelpfennig: Előtte-utána
- Thomas Bernhard:
  - A szokás hatalma (Garibaldi)
  - Pisztrángötös (Caribaldi)
- Pinter: Melegház (Lamb)
- Ödön von Horváth
  - Mit csinál a kongresszus (Százados)
  - Mesél a bécsi erdő (Tündérkirály)
- Szomory Dezső: Hermelin (Róna-Ilos)
- Tersánszky Józsi Jenő: Kakuk Marci (Kasos II)
- Örkény István: Pisti a vérzivatarban (Pistipistipistipisti)
- Jeles András: Szenvedéstörténet (Ámen)
- Müller Péter: Búcsúelőadás (Lino)
- Spiró György: Koccanás (Vállalkozó)
- Stauss: A denevér (Frosch)
- Lehár Ferenc:
  - A víg özvegy (Nyegus)
  - Luxemburg grófja (Sir Basil)
- Kacsóh Pongrác: János Vitéz (Bagó)
- Jacobi Viktor: Leányvásár (Fritz)
- Eörsi István: A kihallgatás (Fóti Ferenc, alezredes, börtönparancsnok)
- Weöres Sándor: A kétfejű fenevad (Dzserdzsis, janicsár aga)
- Georg Büchner - Robert Wilson - Tom Waits - Kathleen Brennan: Woyzeck (Kapitány)
- Henrik Ibsen: A nép ellensége (Polgár)
- Cziczó Attila: Halhatatlan (Dönci)

#### Film
- Bizalom (1980)
- Berzsián és Dideki (1980)
- Nyom nélkül (1981)
- Nyom nélkül (1982)
- Elveszett illuziók (1982)
- Te rongyos élet (1983)
- Álombrigád (1983)
- Játszani kell (1984)
- Sortűz egy fekete bivalyért (1984)
- Első kétszáz évem (1985)
- Hány az óra, Vekker úr? (1985)
- Visszaszámlálás (1985)
- Mami blú (1986)
- Gondviselés (1986)
- K.u.K. szökevények (1986)
- Malom a pokolban (1987)
- Hótreál (1987)
- Napló szerelmeimnek (1987)
- Banánhéjkeringő (1987)
- Titánia, Titánia, avagy a dublőrök éjszakája (1988)
- Sztálin menyasszonya (1990)
- Magyar rekviem (1991)
- Ördög vigye (1992)
- A turné (1993)
- Szökés (1997)
- Szenvedély (1997)
- A miniszter félrelép (1997)
- Ámbár tanár úr (1998)
- Hippolyt (1999)
- A szivárvány harcosa (2000)
- Meseautó (2000)
- Házikoszt (2000)
- Előre! (2002)
- Egy igaz ember története (2002)
- Világszám! (2004)
- Herminamező - Szellemjárás (2005)
- Overnight (2005)
- Egy bolond százat csinál (2006)
- Bianco (2006)
- 411-Z (2007)
- Príma primavéra (2008)
- Rózsaszín sajt (2009)
- Hetedik alabárdos (2017)
- Hét kis véletlen (2020)[4]
- Lefkovicsék gyászolnak (2024)

#### Televízió
- Krampampuli (1979)
- Küldetés Evianba (1988)
- Privát kopó (1992)
- Kutyakomédiák (1992)
- Kisváros (1994)
- Patika (1995)
- Éretlenek (1995)
- Az istálló (1996)
- Üstökös (1998)
- Ördöglakat (1999)
- Barátok közt (2000, 2001, 2002, 2004, 2013)
- A tigriscsíkos kutya (2000)
- Hacktion: Újratöltve (2013)
- Kossuthkifli (2015)
- A mi kis falunk (2017–)
- Válótársak (2018)
- Trezor (2018)
- Alvilág (2019)
- Doktor Balaton (2020–2022)[5]
- Marsra magyar! (2023)

#### Rádiószínházi szerepeiből
- Mészöly Miklós: Az atléta halála (2020)
- Mészáros Péter: Üzemzavar (Zsolt) (2015)
- Mesterházi Márton: Árvízi mesék (Farkas), dramaturg: Palotás Ágnes, rendezte: Solténszky Tibor (2009)
- Balázs Attila: A meztelen folyó (Közreműködő), rádióra alkalmazta és rendezte: Markovits Ferenc (2009)
- Garaczi László: Odüsszeusz az alvilágban (Poszeidón), dr.: Palotás Ágnes, r.: Máté Gábor (2007)
- Csehov: A svéd gyufa (Mark Ivanovics Kljauzov, birtokos), dr.: Sződy Szilárd, r.: Saár Tamás (2007)
- Vinnai András: A 13 tökmindegymi (Gróf), dr.: Palotás Ágnes, r: Vinnai András (2006)
- Tóth Ede–Örkény István: A falu rossza (Rádióhallgató), r. a.: Závada Pál, r: Markovits Ferenc (1995)
- Gothár Péter: Európa '68 (Tomka), dr.: Sári László, r.: Gothár Péter (1993)
- Szabédi László: Délia (Lydus), r. a.: Sári László, r: Surányi András (1992)
- Vathy Zsuzsa: Az élet csúcsán (Czuczor), dr.: Mesterházi Márton, r.: Kőváry Katalin (1985)
- Mikszáth Kálmán: Galamb a kalitkában (Közreműködő), r. a.: Szilasy Gyula, r.: Varsányi Anikó (1984)

#### Szinkron
Több mint félszáz film szinkronizálásában működött közre. Egy-egy alkalommal magyarul az ő hangán szólalt meg Bourvil, Gene Hackman, Stanley Tucci. Néhány ismertebb szinkronszerepe:
- A hercegnő és a kobold - Varangy herceg (hangja)
- Atom Betty - Maximus (hangja)
- Derrick Erdei út c. legelső epizód - Manger úr
- Die Hard – Az élet mindig drága - Joe Lambert
- He-Man - Skeletor (Csontarcú)
- Huff
- Macskafogó - Hajós tiszt (hangja)
- A Mester és Margarita - Berlioz
- Leszámolás Kis-Tokióban - Funekei Yoshida
- Nicsak, ki beszél még! - Klotyómanó (hangja)
- Született feleségek
- Zodiákus - Arthur Leigh Allen
- Van Helsing - Frankenstein szörnye
- Jelszó: Kölök nem dedós - Verkula Gróf, Fogcsíbész
- Végtelen szerelem - Galip Kozcuoğlu (Burak Sergen)

### Színházi rendezések
- Irodalmi összeállítások
  - Becses testüket se hanyagolják el!
  - Halljátok végszavam: ártatlan vagyok!
- Federico García Lorca: Yerma
- Dosztojevszkij: Bűn és bűnhődés
- Pergolesi: Az úrhatnám szolgáló
- David Hare: Vissza a fegyverekhez
- Erich Kästner: Május 35
- Hunyady Sándor: Júliusi éjszaka
- Szomory Dezső: Hagyd a nagypapát!
- Molnár Ferenc: Üvegcipő
- Nagy Ignác: Tisztújítás
- Gárdonyi Géza: Bor
- Kosztolányi Dezső: Édes Anna
- Szakonyi Károly: Adáshiba
- Moldova György: Az Ifjú Gárda avagy ugyan már Ibolyka!
- Darvasi László-Füst Milán: Feleségem története
- Péterfy Gergely: A vadászgörény;
- Horváth Péter: Csaó bambínó
- Csepreghy Ferenc: Sárga csikó
- Erdélyi Mihály: Vedd le a kalapod a honvéd előtt
- Ábrahám Pál: 3:1 a szerelem javára
- Buday Dénes: Csárdás
- Eisemann Mihály: Én és a kisöcsém
- Bock - Stein: Hegedűs a háztetőn
- Móricz Zsigmond: Úri muri (Nemzeti Színház)

## Vallomás
| „ | „Valamitől nincs hozzá elég energiánk, kultúránk, emberi tartásunk, hogy ha elkövetünk egy nagy hibát, utána rendbe is tudjuk hozni” | ” |
|   | |   |

## Díjai
- Jászai Mari-díj (1990)
- Őze Lajos-díj (1995)
- Tavaszi fesztivál
  - Legjobb férfialakítás (1997)
  - Legjobb rendezés (1998)
- Fővárosi Önkormányzat: Legjobb férfialakítás (2004)
- Vastaps-díj:
  - Legjobb férfialakítás (2007)
  - Legjobb férfi epizód alakítás (2016)
- Kossuth-díj (2010)
- Máthé Erzsi-díj (2013)
- Magyar Mozgókép Díj – A legjobb férfi főszereplő (2024) /Lefkovicsék gyászolnak/